# Tuba City
Tuba City är en ort (CDP) i Navajo Nation och i Coconino County, i delstaten Arizona, USA. Enligt United States Census Bureau har orten en folkmängd på 8 611 invånare (2010) och en landarea på 23,2 km².